# Колесников, Виктор Антонович
Виктор Антонович Колесников (12 октября 1924, Рутченково, Донецкая губерния, Украинская ССР — 12 декабря 1986, Донецк) — советский футболист, нападающий.

## Биография
Родился в 1924 году в посёлке Рутченково Донецкой губернии (с 1938 года — в черте Донецка).
Участник Великой Отечественной войны. Награждён орденами Отечественной войны II степени (27 марта 1945), Красной Звезды (19 октября 1944), медалью «за взятие Берлина» (26 ноября 1945).
Начал карьеру в команде группы II ОДО Свердловск в 1946 году. В следующем году провёл три кубковых матча за «Шахтёр» Сталино. В том же году перешёл в ОДО Киев. В 1948 году провёл один матч за ЦДКА — 5 августа открыл счёт в гостевом матче против «Динамо» Минск (4:1). В 1949—1952 годах в составе «Шахтёра» сыграл 108 матчей в чемпионате, забил 22 гола.
Бронзовый призёр чемпионата 1951 года.
Скончался 12 декабря 1986 на 64 году жизни. Похоронен в посёлке Новотроицкое Волновахского района.
Имя Колесникова есть на открытой в апреле 2013 года в парке имени Щербакова Донецка Берёзовой Аллее памяти в честь футболистов «Стахановца» — участников Великой Отечественной войны.